# Kleopatra Selene II
Kleopatra Selene, Kleopatra VIII (ur. 40 p.n.e., zm. 5 n.e.) – córka rzymskiego wodza Marka Antoniusza i Kleopatry VII, królowej Egiptu. 

## Życiorys
Otrzymała imię Selene (Księżyc), a jej bliźniaczy brat Aleksander – imię Helios (Słońce). W 37 p.n.e. Marek Antoniusz uznał oficjalnie ich oboje za swoje dzieci, decyzją tą wzbudzając oburzenie wielu Rzymian. Podczas tzw. Donacji Aleksandryjskiej, specjalnie zorganizowanej uroczystości w Aleksandrii jesienią 34 p.n.e., Marek Antoniusz rozdzielił wschodnie królestwa, ogłaszając Kleopatrę królową Egiptu, Cypru, Afryki i Celesyrii współwładającą z synem Cezarionem (synem Cezara), Aleksandrowi Heliosowi oddał Armenię, Medię i podbite części Partii, Ptolemeuszowi – Fenicję, Syrię i Cylicję. Kleopatra Selene została ogłoszona przez ojca królową Cyrenajki i Libii. Po porażce w bitwie pod Akcjum i w jej konsekwencji samobójczych śmierci Antoniusza i Kleopatry i aneksji Egiptu przez Oktawiana w 30 p.n.e. Kleopatra Selene, razem z braćmi (Aleksandrem i Ptolemeuszem) została oddana pod opiekę Oktawii, siostry Augusta i byłej żony Marka Antoniusza. W 29 p.n.e. byli prowadzeni w pochodzie triumfalnym Oktawiana.
Pomiędzy 25 a 20 rokiem p.n.e. poślubiła Jubę II, króla Mauretanii. Była jego pierwszą żoną. Mieli syna Ptolemeusza (przyszłego króla Mauretanii) i córkę (prawdopodobnie noszącą imię Kleopatra). Uważa się, że epigramat Krinagorasa z Mityleny „Epitafium dla Selene” jest poświęcony właśnie Kleopatrze Selene.

## Wywód przodków
| 4. Marek Antoniusz Kretyk |  |                    |  |  |                     |
|                           |  | 2. Marek Antoniusz |  |  |                     |
| 5. Julia                  |  |                    |  |  |                     |
|                           |  |                    |  |  | 1. Kleopatra Selene |
| 6. Ptolemeusz XII         |  |                    |  |  |                     |
|                           |  | 3. Kleopatra VII   |  |  |                     |
| 7. Kleopatra V Tryfajna   |  |                    |  |  |                     |
|                           |  |                    |  |  |                     |